# Hillerød–Frederiksværk–Hundested Jernbane
| Hundested haven |                      |                                                   |                                                   |
| Frederiksværkbanen |                      |                                                   |                                                   |
| Streckenlänge: | 39,7 km              |                                                   |                                                   |
| Spurweite: | 1435 mm (Normalspur) |                                                   |                                                   |
| Streckengeschwindigkeit: | 100 km/h             |                                                   |                                                   |
| |                      |                                                   |                                                   |
| Betriebsstellen und Strecken |                      |                                                   |                                                   |
| \| \| \| von Kagerup \| \| \| \| \| von Helsingør \| \| \| \| 0,0 \| Hillerød \| Hillerød \| \| \| \| nach Kopenhagen \| \| \| \| \| Strecke bis 13. Mai 1950 \| \| \| \| 2,6 \| St. Hestehave (bis 1989) \| St. Hestehave (bis 1989) \| \| \| 4,9 \| Brødeskov (früher Bhf.) \| Brødeskov (früher Bhf.) \| \| \| \| Sjællandske midtbane nach Frederikssund (geplant) \| \| \| \| 9,8 \| Gørløse (früher Bhf.) \| Gørløse (früher Bhf.) \| \| \| 12,0 \| Borupgård \| Borupgård \| \| \| \| Borup Teglværk \| \| \| \| 1,3 \| Hillerød Lokalstation \| Hillerød Lokalstation \| \| \| 4,5 \| Freerslev Hegn \| Freerslev Hegn \| \| \| 6,4 \| Harløse (seit 1927 Hst.) \| Harløse (seit 1927 Hst.) \| \| \| \| Gl. Harløse (seit 1. Okt. 1924) \| \| \| \| 9,1 \| Borupgård (seit 1900) \| Borupgård (seit 1900) \| \| \| \| Borup Teglværk (seit 1898) \| \| \| \| \| Strecke bis 13. Mai 1950 \| \| \| \| 14,2 \| Skævinge \| Skævinge \| \| \| 15,7 \| Strølille (seit 1924) \| Strølille (seit 1924) \| \| \| 17,3 \| Grimstrup \| Grimstrup \| \| \| 19,3 \| Ølsted \| Ølsted \| \| \| 21,5 \| Kregme (früher Bhf.) \| Kregme (früher Bhf.) \| \| \| 22,4 \| Kregme Kirkesti (1924–1964) \| Kregme Kirkesti (1924–1964) \| \| \| 23,0 \| Lille Kregme (seit 1964) \| Lille Kregme (seit 1964) \| \| \| 24,9 \| Bjørnehoved (seit 1930) \| Bjørnehoved (seit 1930) \| \| \| 25,8 \| Frederiksværk \| Frederiksværk \| \| \| 27,3 \| Hanehoved (seit 1922) \| Hanehoved (seit 1922) \| \| \| 30,0 \| Melby \| Melby \| \| \| 31,9 \| Dyssekilde (früher Bhf.) \| Dyssekilde (früher Bhf.) \| \| \| 33,9 \| Østerbjerg (Ladegleis, seit 1965 Kreuzungsgleis) \| Østerbjerg (Ladegleis, seit 1965 Kreuzungsgleis) \| \| \| 36,1 \| Ullerup \| Ullerup \| \| \| 37,1 \| Vibehus (eröffnet als Hst.) \| Vibehus (eröffnet als Hst.) \| \| \| 39,0 \| Hundested \| Hundested \| \| \| 39,7 \| Hundested Havn (seit 1923) \| Hundested Havn (seit 1923) \| \| \| \| Rørvig \| \| |                      |                                                   |                                                   |
| Strecke |                      | von Kagerup                                       | von Kagerup                                       |
| Abzweig geradeaus und von links |                      | von Helsingør                                     | von Helsingør                                     |
| Bahnhof | 0,0                  | Hillerød                                          | Hillerød                                          |
| Abzweig geradeaus und nach links |                      | nach Kopenhagen                                   | nach Kopenhagen                                   |
| Strecke von links (außer Betrieb) · Abzweig geradeaus und ehemals nach rechts |                      | Strecke bis 13. Mai 1950                          | Strecke bis 13. Mai 1950                          |
| Strecke (außer Betrieb) · ehemaliger Haltepunkt / Haltestelle | 2,6                  | St. Hestehave (bis 1989)                          | St. Hestehave (bis 1989)                          |
| Strecke (außer Betrieb) · Haltepunkt / Haltestelle | 4,9                  | Brødeskov (früher Bhf.)                           | Brødeskov (früher Bhf.)                           |
| Strecke (außer Betrieb) · Abzweig geradeaus und ehemals nach links |                      | Sjællandske midtbane nach Frederikssund (geplant) | Sjællandske midtbane nach Frederikssund (geplant) |
| Strecke (außer Betrieb) · Haltepunkt / Haltestelle | 9,8                  | Gørløse (früher Bhf.)                             | Gørløse (früher Bhf.)                             |
| Strecke (außer Betrieb) · ehemaliger Haltepunkt / Haltestelle | 12,0                 | Borupgård                                         | Borupgård                                         |
| Strecke (außer Betrieb) · Abzweig geradeaus und von rechts |                      | Borup Teglværk                                    | Borup Teglværk                                    |
| Bahnhof (Strecke außer Betrieb) · Strecke | 1,3                  | Hillerød Lokalstation                             | Hillerød Lokalstation                             |
| Haltepunkt / Haltestelle (Strecke außer Betrieb) · Strecke | 4,5                  | Freerslev Hegn                                    | Freerslev Hegn                                    |
| Bahnhof (Strecke außer Betrieb) · Strecke | 6,4                  | Harløse (seit 1927 Hst.)                          | Harløse (seit 1927 Hst.)                          |
| Haltepunkt / Haltestelle (Strecke außer Betrieb) · Strecke |                      | Gl. Harløse (seit 1. Okt. 1924)                   | Gl. Harløse (seit 1. Okt. 1924)                   |
| Haltepunkt / Haltestelle (Strecke außer Betrieb) · Strecke | 9,1                  | Borupgård (seit 1900)                             | Borupgård (seit 1900)                             |
| Abzweig geradeaus und nach links (Strecke außer Betrieb) · Strecke |                      | Borup Teglværk (seit 1898)                        | Borup Teglværk (seit 1898)                        |
| Strecke nach links (außer Betrieb) · Abzweig geradeaus und ehemals von rechts |                      | Strecke bis 13. Mai 1950                          | Strecke bis 13. Mai 1950                          |
| Bahnhof | 14,2                 | Skævinge                                          | Skævinge                                          |
| ehemaliger Haltepunkt / Haltestelle | 15,7                 | Strølille (seit 1924)                             | Strølille (seit 1924)                             |
| Haltepunkt / Haltestelle | 17,3                 | Grimstrup                                         | Grimstrup                                         |
| Bahnhof | 19,3                 | Ølsted                                            | Ølsted                                            |
| Haltepunkt / Haltestelle | 21,5                 | Kregme (früher Bhf.)                              | Kregme (früher Bhf.)                              |
| ehemaliger Haltepunkt / Haltestelle | 22,4                 | Kregme Kirkesti (1924–1964)                       | Kregme Kirkesti (1924–1964)                       |
| Haltepunkt / Haltestelle | 23,0                 | Lille Kregme (seit 1964)                          | Lille Kregme (seit 1964)                          |
| ehemaliger Haltepunkt / Haltestelle | 24,9                 | Bjørnehoved (seit 1930)                           | Bjørnehoved (seit 1930)                           |
| Bahnhof | 25,8                 | Frederiksværk                                     | Frederiksværk                                     |
| Haltepunkt / Haltestelle | 27,3                 | Hanehoved (seit 1922)                             | Hanehoved (seit 1922)                             |
| Bahnhof | 30,0                 | Melby                                             | Melby                                             |
| Haltepunkt / Haltestelle | 31,9                 | Dyssekilde (früher Bhf.)                          | Dyssekilde (früher Bhf.)                          |
| Haltepunkt / Haltestelle | 33,9                 | Østerbjerg (Ladegleis, seit 1965 Kreuzungsgleis)  | Østerbjerg (Ladegleis, seit 1965 Kreuzungsgleis)  |
| ehemaliger Haltepunkt / Haltestelle | 36,1                 | Ullerup                                           | Ullerup                                           |
| Bahnhof | 37,1                 | Vibehus (eröffnet als Hst.)                       | Vibehus (eröffnet als Hst.)                       |
| Bahnhof | 39,0                 | Hundested                                         | Hundested                                         |
| Kopfbahnhof Streckenende | 39,7                 | Hundested Havn (seit 1923)                        | Hundested Havn (seit 1923)                        |
| |                      | Rørvig                                            |                                                   |

Die Hillerød–Frederiksværk–Hundested Jernbane (HFHJ) – in neuerer Zeit für die Gesamtstrecke auch Frederiksværkbanen – ist eine normalspurige Privatbahn auf der dänischen Insel Seeland, die von zwei Einzelgesellschaften gebaut wurde. Dies waren die Hillerød–Frederiksværk Jernbane (HFJ) und die Frederiksværk–Hundested Jernbane (FHJ). Die Strecke führt von Hillerød zum Hafen von Hundested.

## Geschichte
Frederiksværk wurde zu Beginn der 1700er Jahre gegründet, als ein Kanal vom Arresø bis zum Roskilde-Fjord gegraben wurde. Entlang des Kanals wurden Wassermühlen gebaut. Mitte der 1700er Jahre wurden Fortschritte bei der Fertigung von militärischen Ausrüstungsgegenständen wie Pistolen und Schießpulver gemacht. In den folgenden 100 Jahren erhielt Frederiksværk weitere Industriebetriebe in Form von Eisengießereien und Maschinenfabriken. Die meisten Fertigwaren wurden von Frederiksværk aus mit dem Schiff abtransportiert, da die Straßen der damaligen Zeit extrem schlecht und oft unpassierbar waren.

## Hillerød–Frederiksværk Jernbane (HFJ)
1864 wurde Hillerød mit der Bahnstrecke København–Hillerød–Helsingør an das dänische Schienennetz angeschlossen. Kurz darauf wurde in Frederiksværk ein Komitee gegründet, um eine Eisenbahnstrecke nach Hillerød bauen zu lassen. Erst mit dem Eisenbahngesetz vom 8. Mai 1894 wurde die Strecke genehmigt. Die Konzession für die Hillerød–Frederiksværk Jernbane (HFJ), die ursprünglich für diesen Teilabschnitt Frederiksværkbanen genannt wurde, wurde am 3. Dezember 1894 erteilt.
Für die Streckenführung gab es zwei Vorschläge:
- eine südliche Strecke von Freerslev Hegn über Bøllemosen südlich von Hillerød mit einem Lokalbahnhof am Slangerupvejen und einem Verbindungsgleis von hier in einer scharfen Kurve bis zum Staatsbahnhof oder
- eine nördliche Strecke von Freerslev Hegn westlich von Hillerødsholm zwischen Selskov und Indelukket mit Anschluss an Gribskovbanen, wo diese den Fredensborg landevejen kreuzt.

Die schlechtere Lösung wurde gebaut: ein Lokalbahnhof in Hillerød mit einer Verbindungsstrecke zum Staatsbahnhof, was viele Jahre später bereut wurde. Die Verbindungsstrecke zwischen dem Lokalbahnhof und dem Staatsbahn-Bahnhof hatte eine Steigung von 1:70 und einen Radius von 150 m. Dies führte dazu, dass viele schwere Züge liegenblieben und teilweise entgleisten.
Die Bahnstrecke Hillerød–Frederiksværk wurde am 30. Mai 1897 mit Feierlichkeiten und der Teilnahme von Innenminister Vilhelm Bardenfleth, Reichstagspräsident Sofus Høgsbro und dem Vorsitzenden des Landstinget Henning Matzen eröffnet.
Im Staatsbahnhof Hillerød besaß die Gesellschaft zwei Gleise, die an einer Drehscheibe endeten, um einen Lokwechsel zu ermöglichen. Ein Gleis führt an der Westseite von Bahnsteig 1 entlang, so dass dort in den DSB-Zug umgestiegen werden konnte. 1932 wurde ein Bahnsteig am zweiten Gleis angelegt. Vom Bahnhof aus führte die Strecke in einer langen, scharfen Kurve um fast 180 Grad zum Lokalbahnhof, wo sich eine Drehscheibe, eine Werkstatt und Abstellgleise befanden. Das Bahnhofsgebäude war fast identisch mit dem von Frederiksværk. Vom Lokalbahnhof führte die Strecke weiter in Richtung Westen zum Haltepunkt Freerslev.
Die Bahngesellschaft führte ab der Eröffnung im Sommer Ausflugszüge in nördlicher Richtung von Frederiksværk durch. Im Güterverkehr zählten vor allem die Industriebetriebe in Frederiksværk, die Kartoffelmehlfabrik in Grimstrup und Borup Teglværk zu den größten Frachtkunden. Später wurde das Stahlwerk in Frederiksværk größter Frachtkunde.

## Frederiksværk–Hundested Jernbane (FHJ)
Kurz nach der Streckeneröffnung begannen Planungen einer Strecke von Frederiksværk nach Hundested. Auf der Hauptversammlung der neu gegründeten Frederiksværk–Hundested Jernbane (auch Hundestedbanen genannt) im Hafen von Hundested 1904 wurde ein Komitee eingesetzt, das jedoch erst am 10. Juni 1914, also zehn Jahre später, die Konzession für diese Strecke erhielt. Der Bau der Strecke begann 1915 und die Eröffnung wurde auf den 21. Dezember 1916 festgelegt.
Bereits vor der Eröffnung war eine Vereinbarung mit der HFJ über Betriebsabwicklung und Instandhaltung der Strecke getroffen worden. Die FHJ war jedoch bis zur Fusion 1943 eine unabhängige Gesellschaft mit eigenem Vorstand.
Die Strecke verließ den Bahnhof Frederiksværk am nördlichen Ende bis zur Endstation in Hundested. Hier gab es einen Lokschuppen, Drehscheibe, Güterschuppen und Abstellgleise. 1923 wurde die Verlängerung der Strecke zum Hafen in Betrieb genommen.

## Gründung der Hillerød–Frederiksværk–Hundested Jernbane
HFJ und FHJ pflegten viele Jahre eine hervorragende Zusammenarbeit. Sie entschieden sich aus praktischen Gründen dafür, am 1. Januar 1943 die beiden Gesellschaften mit ihren Strecken in eine neue Gesellschaft, die Hillerød–Frederiksværk–Hundested Jernbane, kurz HFHJ, einzubringen.

## Verlegung der Strecke
Die Streckenbedingungen in Hillerød wurden durch das Überqueren mehrerer stark befahrener Straßen immer schwieriger. Als Lösung bot sich an: Die von den DSB geplante Sjællandske midtbane von Hvalsø über Frederikssund nach Hillerød wurde aufgegeben, die meisten Erdarbeiten und Viadukte waren jedoch bereits abgeschlossen. Von Nørre Herlev südwestlich von Hillerød war das Streckenplanum fertiggestellt. Daher wurde 1942 im Folketing beschlossen, die HFHJ hierher zu verlegen. Wegen des Mangels an Baumaterial nach dem Krieg konnte die Strecke erst am 14. Mai 1950 eingeweiht werden. Von Hillerød führt diese Strecke nun über die Haltestelle St. Hestehave (1989 geschlossen) über Brødeskov, Gørløse und Borupgård bis zur Station in Skævinge. Die neue Strecke war nur drei Kilometer länger. Dennoch war die Fahrzeit aufgrund der besserer Kurven- und Steigungsbedingungen kürzer.

## Betrieb
Bei HFJ verkehrten anfangs täglich vier Züge in jede Richtung, während bei FHJ täglich drei Züge in jede Richtung fuhren. 1925 wurde der Betrieb erweitert, alle sechs Zugpaare befuhren die gesamte Strecke von Hillerød nach Hundested. Die beförderten Güter waren anfangs Heringe, Lebensmittel, Ziegelsteine, Steine und Kies sowie Kohle und Koks.
Betriebsleiter Kuhlmann erkannte bald, dass der teure Dampfbetrieb durch Triebwagen ersetzt werden musste. 1923 wurden der erste Triangel-Triebwagen und die dazugehörigen Beiwagen in Odense gekauft. Der Wagen war ein Erfolg, erlitt jedoch 1926 durch einen Unfall Totalschaden. In den 1920er und 1930er Jahren wurden drei größere Triebwagen gekauft, und im Zweiten Weltkrieg wurden zwei Straßenbusse zu Schienenbussen umgebaut. Die ältesten drei Dampflokomotiven von Jung aus der Eröffnungszeit 1897 wurden 1934 ausgemustert. Es war jedoch notwendig, neue Dampflokomotiven für die zunehmende Menge an Gütern und den großen Badezug im Sommer zu kaufen. HFJ mietete 1926/27 drei offene Güterwagen für den Kohletransport in Polen und ließ sie bei den DSB als ZØ 501281–501283 registrieren.
Nach dem Zweiten Weltkrieg war eine umfassende Modernisierung der HFHJ erforderlich. Dem Betriebsleiter Kuhlmann gelang es 1947, zwei der ersten gebauten Schienenbusse von Scandia A/S zu erwerben. Diese wurden als SM 1 und  SM 2 bezeichnet und durch Beiwagen ergänzt. Zehn Jahre später wurde von der Horsens–Juelsminde Jernbane der 1952 gebaute HJJ SM 310 gebraucht erworben und als  SM 3 bezeichnet. Diese blieben bis 1970 in Betrieb,  SM 1 und  SM 3 wurden 1970 ausgemustert, SM 2 folgte ohne weiteren Einsatz erst 1974.
1950 fuhren an Wochentagen elf Zugpaare, samstags 14 und sonntags 12. Zusätzlich bestand an Werktagen ein fester Güterzugumlauf. Bester Frachtkunde an der Strecke war das Stahlwalzwerk, das 1940 in Frederiksværk eröffnet wurde. Der Fahrzeugpark wurde weiter modernisiert und neue Diesellokomotiven sowohl von Frichs als auch von MAK gekauft. HFHJ erzielte bis 1956 Gewinne. Dann wurden die Jahresrechnungen negativ und seither gelang es nicht mehr, Gewinne zu erzielen.
1958 beendete Betriebsleiter Kuhlmann nach 43 Jahren wegen gesundheitlicher Probleme seine Tätigkeit. Ab 1961 wurden HFHJ und Gribskovbanen (GDS) unter Direktor H. Krusenstjerna-Hafstrøm von einer gemeinsamen Zentrale in Hillerød geführt. Als erste Privatbahn in Dänemark wurden 1963 Fernbedienungseinrichtungen installiert. Dieses System wurde über 30 Jahre verwendet. Mitte der 1960er Jahre waren die Schienenbusse am Ende ihrer Lebensdauer angekommen. Mehrere dänische private Eisenbahngesellschaften schlossen sich zu einem größeren Auftrag für neue Triebwagen aus der Waggonfabrik Uerdingen zusammen. HFHJ erhielt 1965 die ersten Y-tog genannten Fahrzeuge. Sie erhielten die Eigentümerbezeichnung GDS-HFHJ. Die Züge wurden von den Reisenden sehr gut angenommen und von 1965 bis 1978 verdoppelte sich der Personenverkehr auf der Strecke. Zu dieser Verdoppelung trug auch bei, dass S-tog, die S-Bahn von Kopenhagen, 1968 nach Hillerød verlängert wurde. Der Betrieb wurde auf 24 tägliche Zugpaare erweitert.
Hovedstadsområdets Trafikselskab (HT) wurde 1974 mit dem Ziel gegründet, alle Bus- und Bahnbetriebe in der Hauptstadtregion zu einem Unternehmen zusammenzuführen. Die HFHJ-Busstrecken wurden 1974 an die HT übergeben und im folgenden Jahr wurden HFHJ und GDS ebenfalls in die HT aufgenommen. Für die Reisenden war der große Vorteil, dass ein einheitliches Fahrkarten- und Tarifsystem eingeführt wurde, das alle Bus- und Bahnlinien im Großraum Kopenhagen umfasste. Sowohl der Personen- als auch der Güterverkehr wuchsen weiter. 1989 wurden drei gebrauchte MX (II)-Lokomotiven von DSB gekauft, 1990 folgte eine weitere. Diese Lokomotiven wurden sowohl für Personen- als auch für Güterzüge eingesetzt.
Am 1. Juli 2001 wurde die Hovedstadens Lokalbaner A/S mit dem Verkehrsunternehmen Movia als Hauptaktionär gegründet. Das Unternehmen umfasste die DSB-Bahnstrecke Hillerød–Helsingør (Lille Nord) sowie die fünf Privatbahnen Hornbækbanen, Gribskovbanen, Hillerød–Frederiksværk–Hundested Jernbane, Nærumbanen und Østbanen. Im folgenden Jahr wurde die Firma Lokalbanen A/S gegründet, um den Betrieb und die Wartung der Gleise zu übernehmen.
Der Güterzugverkehr wurde 2006 eingestellt.
Durch Gründung der neuen Gesellschaft Regionstog A/S am 1. Januar 2009 wurde die Strecke der Østbanen aus der Gesellschaft Lokalbanen ausgegliedert und in den Besitz von Regionstog übertragen. Am 1. Juli 2015 verschmolzen Regionstog und Lokalbanen zum neuen Unternehmen Lokaltog, das alle ehemaligen Privatbahnen auf Seeland und Lolland umfasst.
Der Verkehr wird heute (2018) mit Dieseltriebwagen des Typs Lint 41 abgewickelt.